# スリープ・トレイン・アリーナ
スリープ・トレイン・アリーナ (Sleep Train Arena) は、アメリカ合衆国のカリフォルニア州サクラメントにある屋内競技場。NBAサクラメント・キングスの本拠地として使用された。また姉妹チームでWNBAに所属していたサクラメント・モナークスも本拠としていた。

## 概要
1988年にアルコ・アリーナ (ARCO Arena) としてオープン。総面積は442,000平方フィートであり、八角形のアリーナには最大17,317人を収容することができる。バスケットボールのほか、インドアサッカーの競技場としても使用されている。1993年と2001年にはプロレス団体WWEの興行が行われ、2006年、2007年には総合格闘技イベントUFCの大会も行われている。また、スポーツイベントの他、コンサートなどの様々なイベントが開催されている。
1988年のオープンから石油会社のアトランティック・リッチフィールド（アルコ）が命名権を取得していた。NBAの本拠地として初めて命名権が採用された競技場である。2000年にアルコはBPに買収されたものの、アメリカ国内でのガソリンスタンドのブランドとして引き続き使われており、命名権も2007年に複数年で契約が更新されていた。
なお、現在のアリーナは2代目である。先代のアリーナはキングスがカンザスシティより移転した1985年から3年間使用された。サクラメント中心部に建てられたが、収容客数が1万人を超える程度であり、連日札止めとなり、移転拡張されることとなった。現在はカリフォルニア州政府のオフィスとして使われている。
2011年2月にアルコ社の命名権契約が切れた後、リストバンドブランドであるパワーバランスが命名権を取得し、パワー・バランス・パビリオンとなったが、その後1年後にマットレス小売のスリープ・トレインが同アリーナの命名権利を引き受け、僅か1年でアリーナ名が改名されることになり、現在のスリープ・トレイン・アリーナという名称となっている。
2016年には中心部に建設中のゴールデン1センターに移転される予定であり、本アリーナの契約は15-16シーズン終了まで使用される。